# Rhytidoponera
Rhytidoponera é um gênero de insetos, pertencente a família Formicidae.

## Espécies
- R. abdominalis (Viehmeyer, 1912)
- R. acanthoponeroides (Viehmeyer, 1924)
- R. aciculata (Smith, 1858)
- R. aenescens (Emery, 1900)
- R. anceps (Emery, 1898)
- R. aquila (Ward, 1984)
- R. araneoides (Le Guillou, 1842)
- R. arborea (Ward, 1984)
- R. aspera (Roger, 1860)
- R. atropurpurea (Emery, 1914)
- R. aurata (Roger, 1861)
- R. barnardi (Clark, 1936)
- R. barretti (Clark, 1941)
- R. (Crawley, 1918)
- R. (Clark, 1936)
- R. (Wilson, 1958)
- R. (Crawley, 1925)
- R. (Emery, 1901)
- R. (Brown, 1958)
- R. (Donisthorpe, 1943)
- R. (Ward, 1980)
- R. (Mayr, 1876)
- R. (Emery, 1895)
- R. (Forel, 1907)
- R. (Mayr, 1876)
- R. (Emery, 1901)
- R. (Ward, 1984)
- R. (Crawley, 1915)
- R. (Ward, 1980)
- R. (Clark, 1936)
- R. (Clark, 1936)
- R. (Clark, 1936)
- R. (Clark, 1941)
- R. (Clark, 1936)
- R. (Crawley, 1918)
- R. (Crawley, 1925)
- R. (Emery, 1883)
- R. (Clark, 1936)
- R. (Clark, 1941)
- R. (Clark, 1936)
- R. (Forel, 1910)
- R. (Forel, 1913)
- R. (Crawley, 1915)
- R. (Mayr, 1876)
- R. (Crawley, 1915)
- R. (Emery, 1900)
- R. (Crawley, 1922)
- R. (Ward, 1984)
- R. (Dlussky, 1981)
- R. (Ward, 1984)
- R. (Brown, 1958)
- R. (Viehmeyer, 1912)
- R. (Santschi, 1919)
- R. (Forel, 1915)
- R. (Crawley, 1925)
- R. (Ward, 1984)
- R. (Ward, 1984)
- R. (Forel, 1915)
- R. (Forel, 1900)
- R. (Emery, 1883)
- R. (Smith, 1858)
- R. (Clark, 1936)
- R. (Ward, 1984)
- R. (Clark, 1936)
- R. (Stitz, 1912)
- R. (Clark, 1936)
- R. (Ward, 1984)
- R. (Emery, 1895)
- R. (Mayr, 1876)
- R. (Andre, 1889)
- R. (Ward, 1984)
- R. (Brown, 1958)
- R. pilosula (Clark, 1936)
- R. pulchella (Emery, 1883)
- R. punctata (Smith, 1858)
- R. punctigera (Crawley, 1925)
- R. punctiventris (Forel, 1900)
- R. purpurea (Emery, 1887)
- R. reflexa (Clark, 1936)
- R. reticulata (Forel, 1893)
- R. rotundiceps (Viehmeyer, 1914)
- R. rufescens (Forel, 1900)
- R. rufithorax (Clark, 1941)
- R. rufiventris (Forel, 1915)
- R. rufonigra (Clark, 1936)
- R. scaberrima (Emery, 1895)
- R. scabra (Mayr, 1876)
- R. scabrior (Crawley, 1925)
- R. socra (Forel, 1894)
- R. socrus
- R. spoliata (Emery, 1895)
- R. strigosa (Emery, 1887)
- R. subcyanea (Emery, 1897)
- R. tasmaniensis (Emery, 1898)
- R. taurus (Forel, 1910)
- R. tenuis (Forel, 1900)
- R. terrestris (Ward, 1984)
- R. trachypyx (Brown, 1958)
- R. turneri (Forel, 1910)
- R. tyloxys (Brown & Douglas, 1958)
- R. versicolor (Brown, 1958)
- R. victoriae (Andre, 1896)
- R. violacea (Forel, 1907)
- R. viridis (Clark, 1941)
- R. wilsoni (Brown, 1958)
- R. yorkensis (Forel, 1915)